# Campsosternus
Campsosternus is een geslacht van kevers uit de familie  
kniptorren (Elateridae).
Het geslacht is voor het eerst wetenschappelijk beschreven in 1834 door Latreille.

## Soorten
Het geslacht omvat de volgende soorten:
- Campsosternus aeneus Candèze, 1874
- Campsosternus apollo Candèze, 1874
- Campsosternus argentipilis Candèze, 1874
- Campsosternus auratus Drury, 1773
- Campsosternus aureolus Hope
- Campsosternus auriventris Bouwer, 1992
- Campsosternus bimaculatus Jiang, 1991
- Campsosternus brunneicornis Candèze, 1889
- Campsosternus candezei Dohrn
- Campsosternus cantori Hope, 1842
- Campsosternus carinatus Candèze, 1882
- Campsosternus csikii Szombathy, 1909
- Campsosternus cyaniventris Candèze, 1897
- Campsosternus davidis Fairmaire, 1887
- Campsosternus delesserti Guerin, 1840
- Campsosternus dohrni Westwood, 1848
- Campsosternus elongatus Fleutiaux, 1926
- Campsosternus eschscholtzi Hope, 1943
- Campsosternus flammeus Candèze, 1897
- Campsosternus fruhstorferi Schwarz, 1902
- Campsosternus gemma Candèze, 1857
- Campsosternus guishuni Ôhira, 1977
- Campsosternus guizhouensis Jiang, 1991
- Campsosternus hebes Candèze, 1897
- Campsosternus igneus Candèze
- Campsosternus lansbergei Candèze, 1882
- Campsosternus latiusculus Candèze
- Campsosternus leachi Hope
- Campsosternus magnificus Bouwer, 1992
- Campsosternus malaisianus Candèze, 1865
- Campsosternus matsumurae Miwa, 1929
- Campsosternus mirabilis Fleutiaux, 1930
- Campsosternus mniszechi Candèze
- Campsosternus mulleri Candèze
- Campsosternus nobuoi Ôhira, 1966
- Campsosternus ornatus Bouwer, 1993
- Campsosternus papuensis Van Zwaluwenburg, 1931
- Campsosternus plutus Candèze
- Campsosternus proteus Hope, 1843
- Campsosternus pubescens Schwarz
- Campsosternus pulcher Szombathy
- Campsosternus punctatus Candèze
- Campsosternus quadrimaculatus Fleutiaux, 1926
- Campsosternus rasilus Schimmel, 1994
- Campsosternus regalis Fleutiaux, 1918
- Campsosternus riesei Schimmel, 1999
- Campsosternus rosicolor Hope
- Campsosternus rutilans Chevrolat, 1841
- Campsosternus saundersi Candèze, 1874
- Campsosternus sobrinus Candèze, 1874
- Campsosternus stephensii (Hope, 1831)
- Campsosternus subopacus Schwarz
- Campsosternus taeniatus Candèze, 1882
- Campsosternus vitalisianus Schenkling, 1925
- Campsosternus watanabei Miwa, 1929
- Campsosternus wittmeri Schimmel, 1994
- Campsosternus yasuakii Suzuki, 2002